# Дерев'янко Артур Валентинович
Дерев'янко Артур Валентинович (нар. 19 листопада 1964, Кіровоград, УРСР) — український військовик, полковник запасу, Голова Державної служби України у справах ветеранів війни та учасників антитерористичної операції.

## Біографія
Народився 19 листопада 1964 року у місті Кіровоград.
У 1986 році закінчив Київське вище загальновійськове училище імені М. В. Фрунзе.
У 1987–1988 роках — брав участь в Афганській війні (1979–1989). За успішне виконання бойових завдань нагороджений орденом «Червоного прапора», трьома орденами «Червоної зірки».
В 1993–1994 рр. навчався у командно-штабному коледжі морської піхоти США. У 1996–1997 роках брав участь у миротворчій операції в колишній Югославії.
У 2006 році закінчив Івано-Франківський національний університет нафти і газу.
Заступник Голови Київської міської спілки ветеранів Афганістану.
10 вересня 2014 року призначений Головою Державної служби України у справах ветеранів війни та учасників антитерористичної операції.
Вільно володіє українською, російською та англійською мовами, сербо-хорватською — читає та перекладає зі словником. Полковник запасу. Має 7-й ранг державного службовця. Одружений. Має двох синів..

## Нагороди
- Орден «За заслуги» ІІ ст. (27 травня 2015) — за особисту мужність і високий професіоналізм, виявлені у захисті державного суверенітету та територіальної цілісності України, вірність військовій присязі[3]
- Орден «За заслуги» ІІІ ст. (15 лютого 2012) — за значний особистий внесок у розвиток ветеранського руху, патріотичне виховання молоді, мужність і самовідданість, виявлені під час виконання військового обов'язку, та з нагоди Дня вшанування учасників бойових дій на території інших держав[4]
- Медаль «Захиснику Вітчизни».
- Пам'ятна медаль «25 років виведення військ з Афганістану».
- Медаль «10 років Збройним Силам України».
- Орден Червоного Прапора.
- Три Ордени Червоної Зірки.
- Нагрудний знак «Воїну-інтернаціоналісту».
- Медаль «Воїну-інтернаціоналісту від вдячного афганського народу».
- Медаль за миротворчу місію ООН в Югославії (UNTAES).